# Ian Gower
Ian Gower er den yngste af de tre Gowerbrødrene, som stiftede det Java-basserede firma Jagex. Han har programmeret for Jagex siden slutningen af 1999.
Ian Gower er teknisk designer og programmør, han lavede blandt andet grafikken og den 3-dimensionelle model til MMORPG (Massivly Multiplayer Role Playing Game) spillet Runescape.
Derudover lavede han konversionen for disse Quests (spil opgaver): "Goblin Diplomacy", og "Fight Arena".